# Cadernos de Lanzarote
Cadernos de Lanzarote são um conjunto de cinco diários escritos entre 1993 e 1998, onde o escritor José Saramago narra episódios do seu dia-a-dia doméstico, faz críticas literárias, reflexões filosóficas e trata de outros temas.
Os dois primeiros volumes ocupam-se predominantemente com os sinais da fortuna do nome próprio do escritor, que lhe preenchem o dia-a-dia:
- cartas de leitores ou convites;
- testemunhos diretos ou indiretos;
- conferências e jantares;
- prémios e recepções[1].

Segundo o autor, o lema que regeu este relato diarístico foi:
```
"Contar os dias pelos dedos e encontrar a mão cheia."
```

Em Outubro de 2018 foi lançado o sexto caderno, encontrado pela viúva Pilar del Rio num computador antigo.